# Ceradenia intricata
Ceradenia intricata är en stensöteväxtart som först beskrevs av Conrad Vernon Morton, och fick sitt nu gällande namn av Luther Earl Bishop och Alan Reid Smith. Ceradenia intricata ingår i släktet Ceradenia och familjen Polypodiaceae. Inga underarter finns listade.